# Christopher C. Kraft
Christopher Columbus Kraft Jr. (Phoebus, 28 de fevereiro de 1924 – Houston, 22 de julho de 2019) foi um engenheiro e gerente aposentado da NASA, notável por sua participação na criação do Centro de Controle das Missões (CCM), entidade encarregada da administração e logística de voos espaciais da NASA.
Depois de se graduar no Instituto Politécnico e Universidade Estadual da Virgínia em 1944, obteve emprego no Comitê Nacional para Aconselhamento sobre Aeronáutica (NACA), que até então era uma agência estadunidense encarregada das investigações aeronáuticas, antes de se converter em NASA. Durante mais de uma década, Kraft realizou pesquisar nesse tipo de comitê, e em 1958 se integrou no Grupo de Trabalho Espacial, que era uma pequena equipe de funcionários com a missão de conseguir que um estadunidense fosse o primeiro humano a viajar para o espaço sideral. Enquanto trabalhava na divisão de operações de voo, Kraft foi elegido como o primeiro diretor de voos da NASA. Durante sua gestão, realizaram-se algumas missões destacadas na história espacial, tal como o primeiro voo espacial de um estadunidense, o primeiro voo orbital de um estadunidense e a primeira caminhada espacial de um estadunidense.
Kraft renunciou seu posto de diretor de voo na fase inicial do projeto Apollo, para focar na administração e planificação das missões. Em 1972, converteu-se em diretor do Centro de Naves Espaciais Tripuladas (atualmente conhecido como Centro Espacial Lyndon B. Johnson), uma divisão da NASA que enfatiza o treinamento dos astronautas e o controle de voos tripulados. Antes de sua chegada, seu mentor Robert R. Gilruth havia sido o anterior diretor do centro. Enquanto Kraft ocupou o posto até 1982, quando se retirou da NASA, continuou como consultor de várias empresas como IBM e Rockwell International e publicou uma autobiografia intitulada Fight: My Life in Mission Control (2001).
Sua trajetória em frente a importantes missões espaciais na história estadunidense tem o levado a ser referido como um elemento indispensável na organização e formação do CCM. Em 1999 obteve o prêmio National Space Trophy por parte do Rotary Club, e o organismo o descreveu como "uma força impulsora no programa de voo espacial humano estadunidense, desde seu início até a era de transbordador espacial. Um homem cujas realizações tornaram-se lendárias".